# Epeirotypus
Epeirotypus is een spinnengeslacht uit de familie Parapluspinnen (Theridiosomatidae).

## Soorten
- Epeirotypus brevipes O. P.-Cambridge, 1894
- Epeirotypus chavarria Coddington, 1986
- Epeirotypus dalong Miller, Griswold & Yin, 2009